# Minoïsche kunst

De Minoïsche kunst is de kunst van de Minoïsche beschaving. Zij kan worden ingedeeld aan de hand van haar keramiek.
De eerste, de Vroeg-Minoïsche periode (VM I, VM II en VM III), sproot voort uit de lokale neolithische cultuur rond 2500 v.Chr. en duurde tot ongeveer 2300 v.Chr. De Midden-Minoïsche cultuur (MM I, MM II en MM III) duurde van ongeveer 2150 tot 1700 v.Chr. De Laat-Minoïsche periode is eveneens verdeeld in drie delen: LM I, LM II en LM III. Haar laatste periode (LM III) wordt opgesplitst rond 1370 v.Chr. door de ramp die het paleis van Knossos trof.
Omdat hout en textiel vergankelijk zijn, zijn de meeste restanten van Minoïsche kunst haar keramiek, haar architectuur met fresco's van onder andere landschappen, steengraveringen en complexe uitgesneden rolzegels. Ook de plastische kunsten stonden niet stil. Daarnaast was er ook de Minoïsche smeedkunst die zeer hoogstaand was. Sommige elementen zoals dieren en bijen kwamen vaak voor in de decoratieve motieven van de Minoïsche kunst.

## Minoïsche keramiek

### Vroeg-Minoïsche keramiek
De Agios-Onouphriosstijl is de keramiekstijl van de vroege prepaleistijd (ca. 3500-2800 v.Chr.). Deze stijl wordt gekenmerkt door donkere lineaire motieven op een lichte achtergrond.

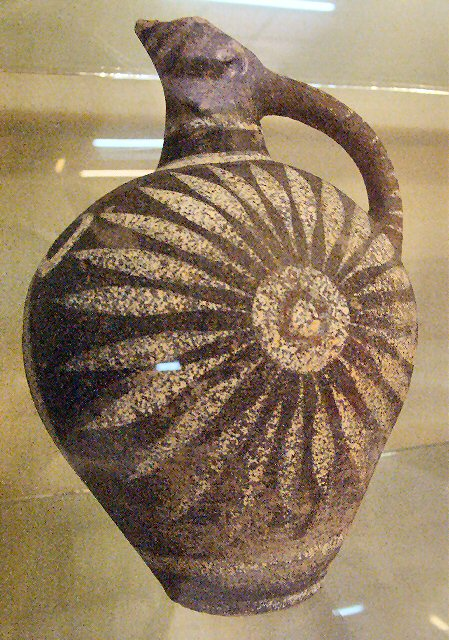
Een kruik met afgeronde bodem en ornamentaal decor in Agios-Onouphriosstijl.

### Laat-Minoïsche keramiek
De maritieme stijl is de keramiekschilderstijl uit de nieuwe paleistijd (ca. 1650 v.Chr.-1450 v.Chr.). De stijl wordt gekenmerkt door maritieme wezens die in donkere kleuren op een lichte achtergrond weergegeven worden.

## Galerij

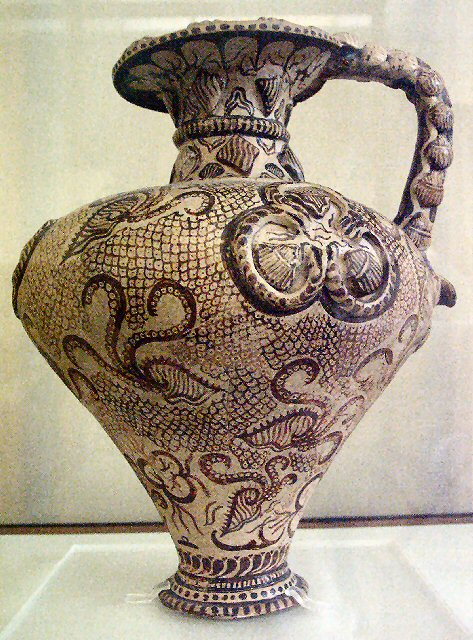
Een Minoïsche kruik in maritieme stijl.
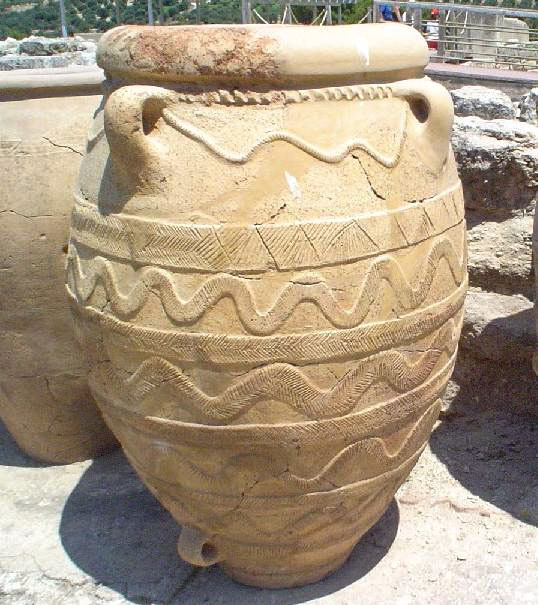
Minoïsche pythos.
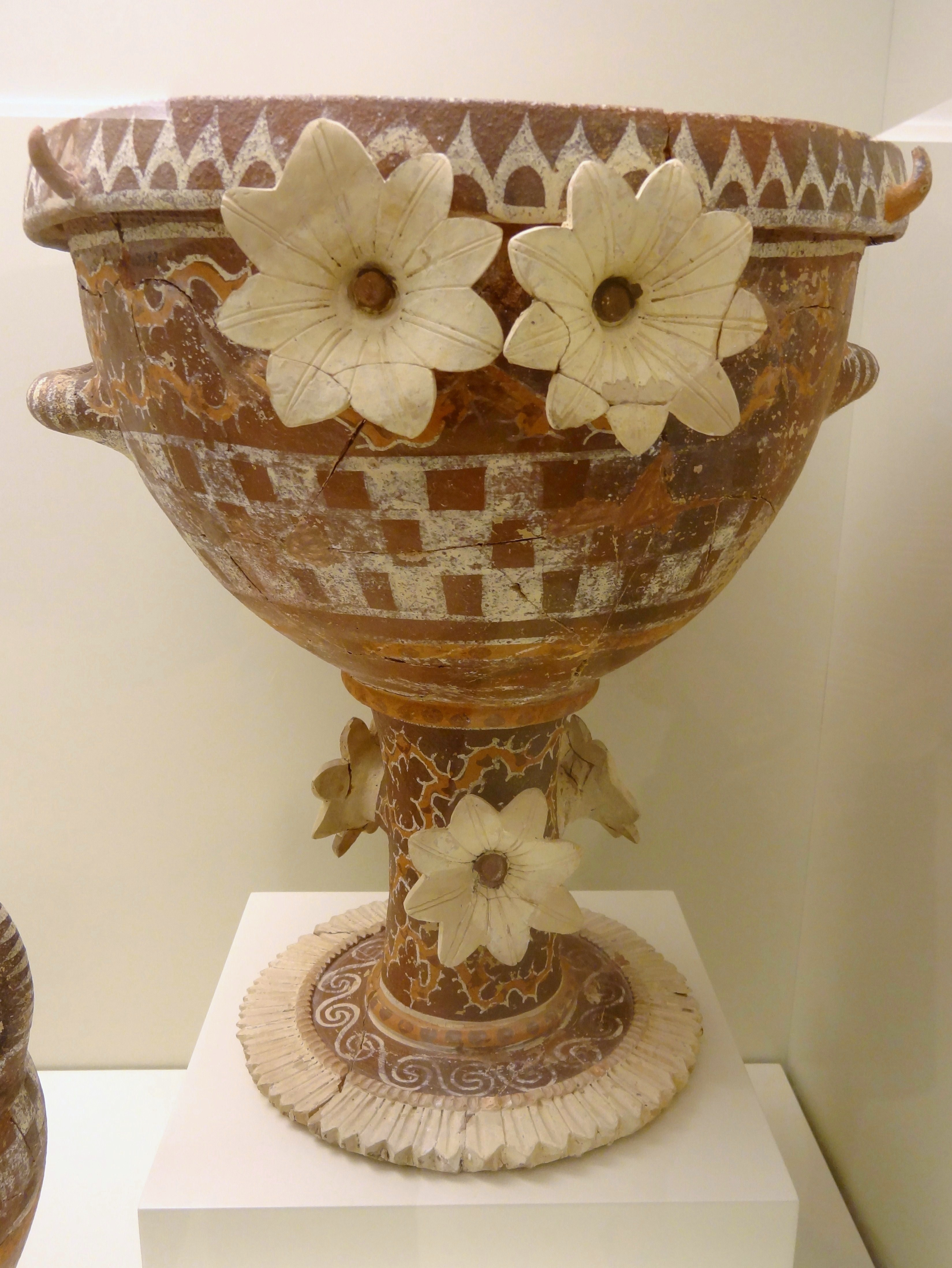
Krater in Kamaresstijl.